# Marge vs. Singles, Seniors, Childless Couples and Teens, and Gays
Marge vs. Singles, Seniors, Childless Couples and Teens, and Gays (Marge vs. Solteiros, Idosos, Casais sem filhos, Adolescentes e Gays) é o oitavo episódio da décima quinta temporada de The Simpsons. Sua primeira exibição foi em 4 de janeiro de 2004. Nele, Lindsay Naegle forma um grupo anti-crianças, enquanto Marge luta para trás com um grupo liderado por Sr. Bruns.

## Sinopse
Quando Bart e Lisa estão disputando o que assistir na TV, acidentalmente trocam de canal e se deparam com um show organizado por um artista infantil. Eles não ligam, mas Maggie adora o show e dizem, sem querer, que há um CD para que possam obter a TV novamente. Marge compra um disco e ela o desempenha em todos os lugares, motivo de aborrecimento para Homer, Bart e Lisa. Marge vai longe para conseguir bilhetes para um concerto, que será realizado numa fazenda, porém é cancelado devido à chuva. Logo, um motim é feito por bebês.
Quando o prefeito de Springfield toma um milhão de dólares da população, Lindsay Naegle cria um grupo anti-juvenil chamado Solteiros, Idosos, Casais sem filhos, Adolescentes e Gays contra Os Pais Parasitas (SSCCATAGAPP) para livrar a cidade de tudo o que proporciona conforto às famílias.
Marge fica furiosa com o grupo e obtém uma iniciativa: As famílias vêm em primeiro lugar e nomeia o Os Pais Orgulhosos contra Solteiros, Idosos, Casais sem filhos, Adolescentes e Gays (PPASSCCATAG).